# Klakkur (bergstopp i Island, Suðurland)
Klakkur är en bergstopp i republiken Island. Den ligger i regionen Suðurland, 130 km öster om huvudstaden Reykjavík. Toppen på Klakkur är 1 115 meter över havet. Klakkur ingår i Kerlingarfjöll.
Trakten runt Klakkur är nära nog obefolkad, med mindre än två invånare per kvadratkilometer. Det finns inga samhällen i närheten. Trakten runt Klakkur består i huvudsak av gräsmarker.